# Periphoba attali
Periphoba attali is een vlinder uit de familie nachtpauwogen (Saturniidae). De wetenschappelijke naam werd gepubliceerd in 1994 door Claude Lemaire en Gilles Terral.